# Aka Hills
Aka Hills fou un districte de l'Índia Britànica a la frontera nord-est, avui Arunachal Pradesh, país de la nació aka (ells mateixos s'anomenen hrusso).
Els akas estan dividits en dos clans, els hazari-khoas i els kapas-chors. El 1829 els britànics van capturar al cap de la nació Tagi Raja, que va estar empresonat quatre anys; en ser alliberat i retornar al país va fer matar tots els que havien participat en la seva captura i va atacar una posició britànica a l'entrada del territori; es va mantenir rebel per set anys, dirigint diversos atacs a les planes, fins que finalment es va rendir amb els seus lloctinents i es va acollir a una amnistia, rebent una pensió (1837). El límit dels hazari-khoas i el districte de [Darrang] fou demarcat el 1875-1876. El 1883 es van tornar a revoltar atacabt la plana de Balipara (a Darrang, prop de la capital de districte, Tezpur) per una qüestió de terres, i van fer diversos policies com a ostatges; una força expoedicionaria dirigida pel comandante del Sale Hill (desembre 1883) va imposar l'alliberament i va retornar a la base a Tezpur el febrer de 1884; els akas rebels es van rendir i van entregar les armes, havent de pagar una multa.
La religió tribal fou progressivament abandonada per l'l hinduisme. Els déus tribals eran Hari, Fuxo (de les muntanyes i rius), Firan i Siman (deus de la guerra) i Satu (deu de la casa i el camp).